# Coccomyces palmicola
Coccomyces palmicola är en svampart som beskrevs av Sherwood 1980. Coccomyces palmicola ingår i släktet Coccomyces och familjen Rhytismataceae.   Inga underarter finns listade i Catalogue of Life.